# Oryzolejeunea
Oryzolejeunea là một chi rêu trong họ Lejeuneaceae.